# Joan de Toledo
Joan de Toledo o John of Toledo (mort el 1275) va ser un cardenal cistercenc anglès. També se'l coneix com a Cardinalis Albus per color del seu hàbit.
Va estudiar medicina a Toledo, on pot ser que escrivís o traduís alguns tractats mèdics. Va ser abat d'Epau al comtat de Maine (França). Va anar a Roma en representació de l'ordre i s'hi va quedar, on va exercir de metge del Papa.
Ordenat cardenal el 1244 pel Papa Inocenci IV, va prendre part en les eleccions papals de 1254 (Alexandre IV), de 1261 (Urbà IV) i la tan coneguda de Viterbo de 1268-1271 (Gregori X). També va participar en el Primer Concili de Lió.
El gener de 1273 va ser nomenat degà del Col·legi Cardenalici.
Va morir el 13 de juliol de 1275.
A la Bilbioteca del Museu Britànic es conserven uns pocs manuscrits mèdics de Johannes de Toleto, no totalment identificat amb el cardenal, que porten per títol: De virtutibus herbarun, De pleurisi, De raucedine i De veneno.